# Monte y matorral de Santa Helena
El monte y matorral de Santa Helena es una ecorregión de la ecozona afrotropical, definida por WWF, constituida por la isla de Santa Helena, en el sur del océano Atlántico.

## Descripción
Se trata de una ecorregión de sabana con una extensión total de unos 122 kilómetros cuadrados. Es una isla volcánica de unos 14 millones de años de antigüedad, con altos acantilados y profundos valles excavados por la erosión.
El clima es seco y subtropical.

## Flora
Los bosques que antiguamente cubrían las alturas de la isla, formados principalmente por el árbol asteráceo Commidendrum robustum, han desaparecido prácticamente debido primero a la introducción de cabras y después por la tala masiva. La mayor parte de la isla está cubierta por pastos, plantaciones abandonadas de lino de Nueva Zelanda (Phormium), bosques repoblados y matorral; se han introducido muchas especies de plantas exóticas, como la chumbera Opuntia vulgaris, la bandera española (Lantana camara), el pimentero del Brasil (Schinus terebinthifolius), Chrysanthemoides monilifera, la sabina de Bermuda (Juniperus bermudiana), el cáñamo de Mauricio (Furcraea gigantea), el pino rodeno (Pinus pinaster), el pitosporo de El Cabo (Pittosporum viridiflorum), la uña de gato (Carpobrotus edulis), el guarán amarillo (Tecoma stans) y la mimosa amarilla (Acacia longifolia).

## Fauna
No hay mamíferos ni reptiles nativos.

## Endemismos
Al menos cuatro aves terrestres endémicas se han extinguido en tiempos históricos: dos rálidos no voladores, un cuco y una abubilla.
También es endémico el chorlitejo de Santa Elena (Charadrius sanctaehelenae).
Hay muchas especies endémicas de invertebrados, entre ellas 157 escarabajos y la tijereta de Santa Helena (Labidura herculeana), la más grande del mundo, que puede superar los 8 centímetros de longitud.
Entre las 60 especies de plantas endémicas cabe destacar el helecho arborescente Dicksonia arborescens, la esterculiácea Trochetiopsis ebenus, el olivo de Santa Helena (Nesiota elliptica) y las asteráceas Commidendrum spurium y Commidendrum rotundifolium.

## Estado de conservación
En peligro crítico. Menos del 1% de la superficie de la isla conserva su vegetación original. El proyecto de construcción de un aeropuerto, un hotel y un campo de golf amenaza una región semidesértica que aún conserva vegetación nativa.

## Protección
Existen varias áreas protegidas y un parque nacional, Diana's Peak.